# Starzlachklamm

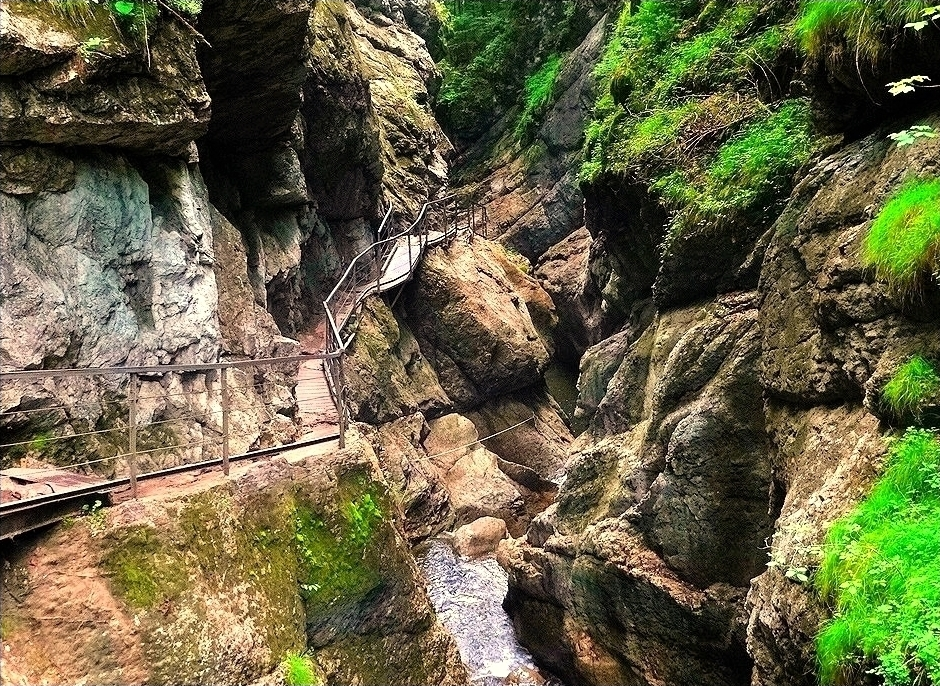
Starzlachklamm

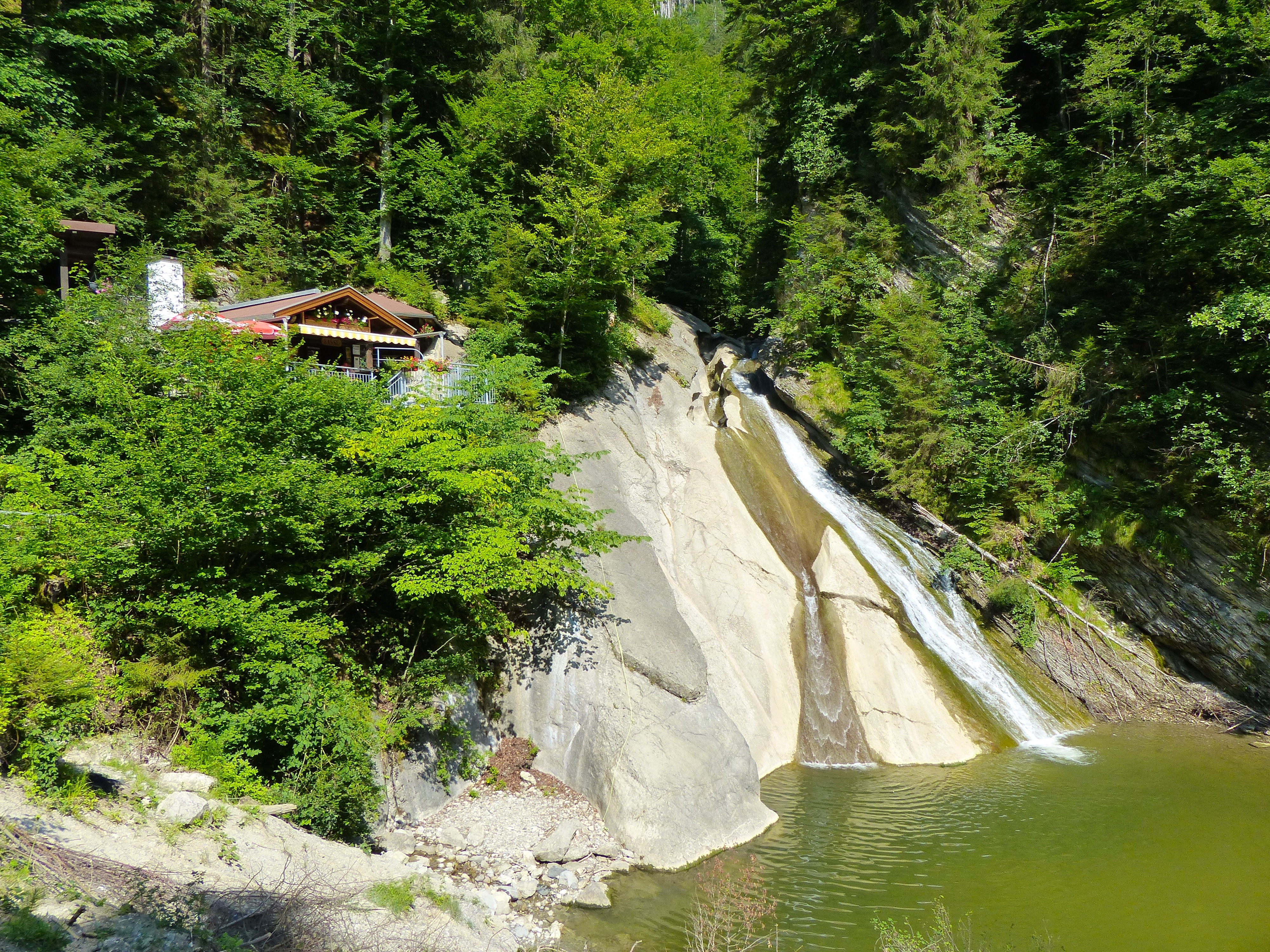
Schleierfälle am Eingang der Starzlachklamm mit Almhütte Klammwirt

Die Starzlachklamm ist eine Klamm am Fuß des Grünten zwischen Sonthofen-Winkel und Topfenalpe in Bayern (Deutschland).
Sie wurde von der Starzlach ausgewaschen, die in 1070 m Höhe zwischen dem Grünten und dem Wertacher Hörnle entspringt. Der Name Starzlach bedeutet „über die Felsen springende Ach“, auch „Sturzbach“. Man trifft in der Starzlachklamm auf „schäumende Wasserstrudel, riesige Wassermühlen, die hohen, wildromantischen Nebenklammen, ein torartiges Felsdach und auf eine Trockenklamm“. In der Klamm stürzt das Wasser unter anderem einen mehr als zwölf Meter hohen Wasserfall herunter.
Der obere Teil der Starzlachklamm liegt in dem 1972 ausgewiesenen Landschaftsschutzgebiet Schutz des Grüntengebietes, des Großen Waldes, der Deutschen Alpenstraße und des Wertachtales.
Die Klamm ist als Naturdenkmal geschützt und wurde vom Bayerischen Landesamt für Umwelt als wertvolles Geotop eingestuft.

## Geologische Verhältnisse und Fossilien

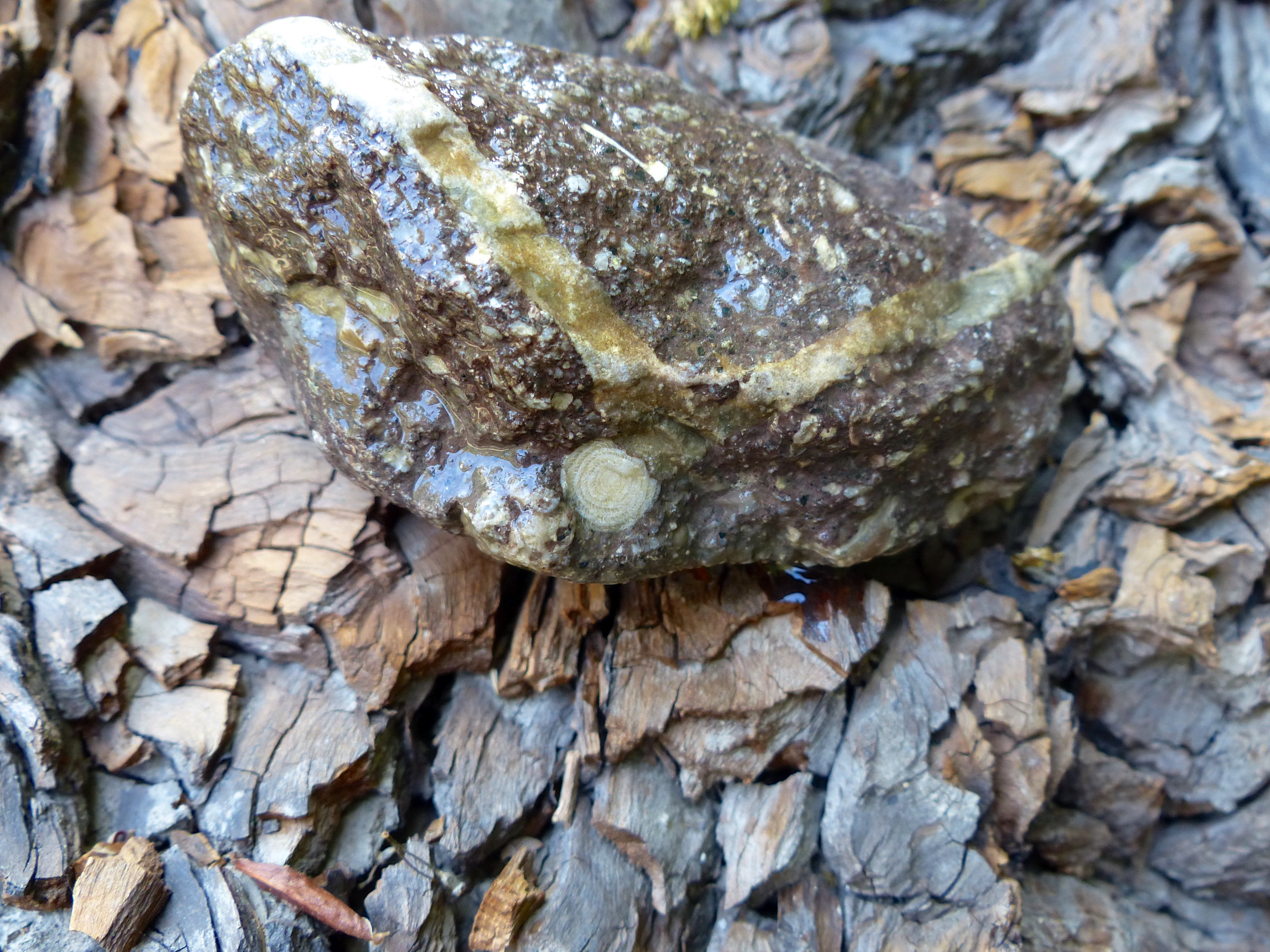
Vererzter Nummulitenkalk aus der Starzlachklamm

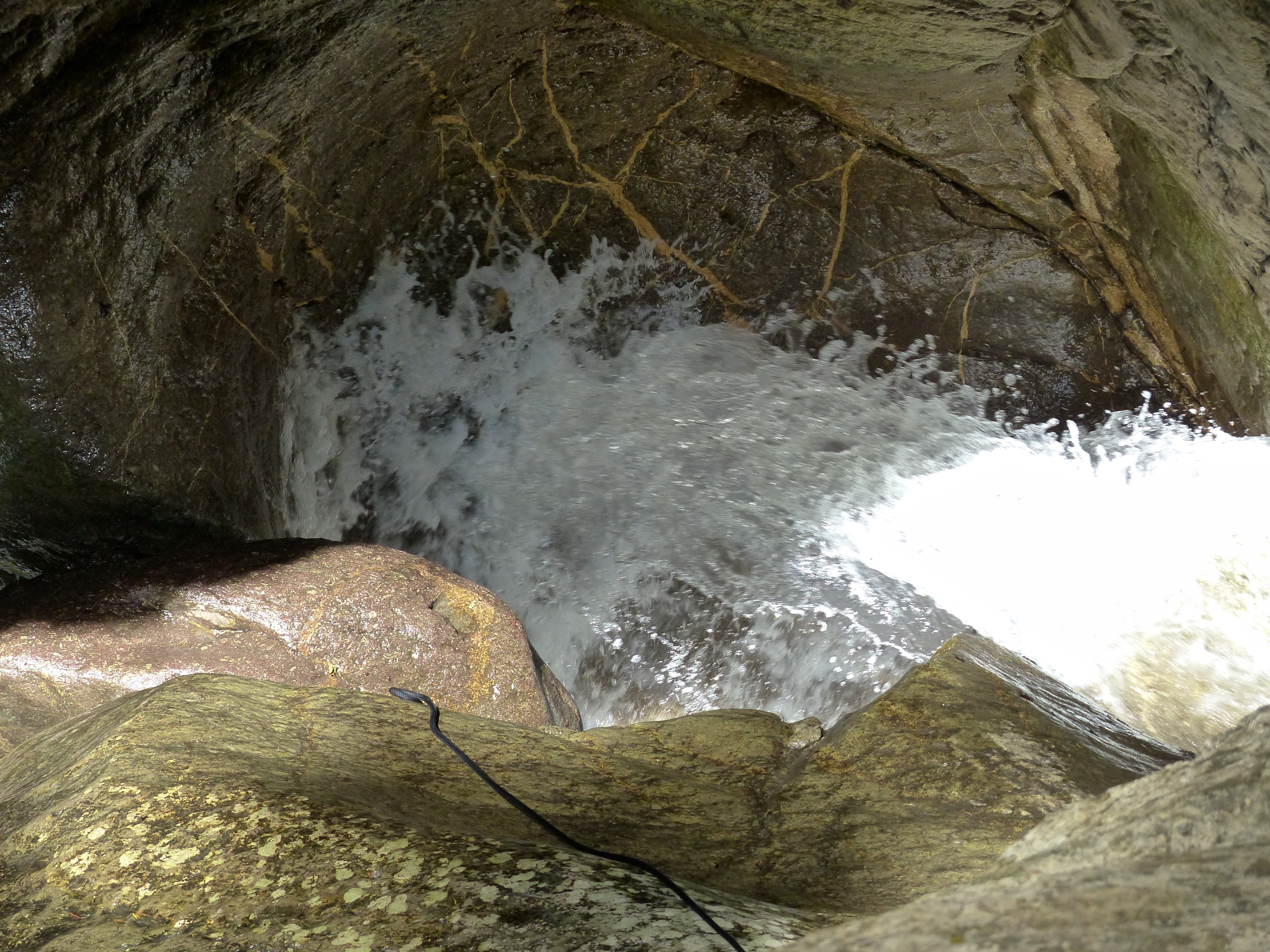
Strudelkolk in der Starzlachklamm

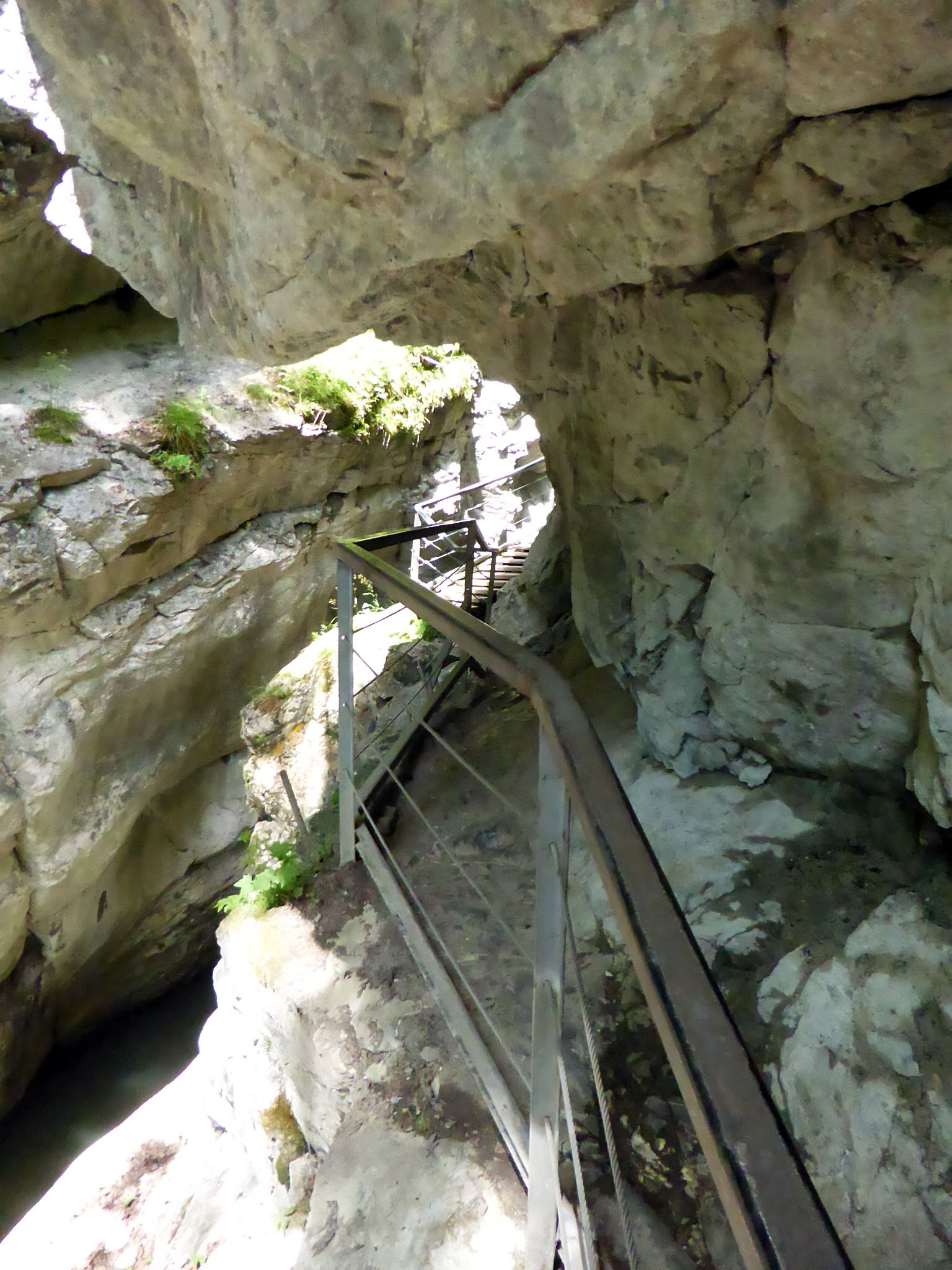

In der Starzlachklamm sind Gesteinsfolgen der Oberkreide bis Alttertiär aufgeschlossen, die die alpidische Struktureinheit Helvetikum aufbauen. Im Bereich der Klamm sind die Gesteinsfolgen intensiv bruchtektonisch beansprucht, so dass einige Schichtglieder im Verlauf der Klamm mehrfach aufgeschlossen sind.
Vom Ortsausgang von Sonthofen-Winkel zum Schleierfall in der Starzlachklamm sind auf der nördlichen Talseite würmzeitliche Moränenablagerungen aufgeschlossen, die am Hangfuß von jüngeren Verwitterungs- und Hangschuttablagerungen überlagert werden. Auf der Südseite des Tales in Höhe des Sedimentfangbeckens stehen dunkle, mergelige Stadschiefer (Globigerinenmergel) des Paläozäns-Eozäns an, in die Gesteine der älteren Dreiangel- und Wangschichten tektonisch eingeschuppt wurden. Im Bereich des Wasserfalls stehen die 35° nach WSW einfallenden, eozänen Nummulitenkalke an, die im weiteren Verlauf der Klamm durch eine intensive bruchtektonische Beanspruchung gekennzeichnet sind. Die Starzlachklamm ist im Kern der tektonisch komplizierten, nach SW abtauchenden Starzlachmulde angelegt worden. Der Flussverlauf zeichnet eine alte tektonische Schwächezone nach. In der Klamm sind die so genannten etwa 50 m mächtigen Erzkalke aufgeschlossen, die am Grünten an verschiedenen Stellen Gegenstand eines Erzabbaus waren. In der oberen Klamm stehen Mergel, Kalke und Sandsteine der oberkreidezeitlichen bis alttertären Dreiangel-Schichten an, die auf der nördlichen Klammseite örtlich durch das Schuttmaterial eines holozänen Felssturzes überlagert werden. Die ältesten Gesteine bilden mit den Mergel- und Kalksteinen der Wang-Schichten (Maastrichtium) den Ostteil der Klamm.
Besonders in den engen Klammabschnitten hat sich die Starzlach tief in das Gestein eingeschnitten. Durch die erosive Kraft des sedimentbeladenen Wassers entstanden dabei zahlreiche Strudelkolke.
In den fossilführenden Gesteinen der steilen Felswände können linsenartige Nummuliten gefunden werden. Das lateinische Wort nummus bedeutet Münze. Gemeint sind damit die münzenförmigen Tierreste, sogenannte Wurzelfüßler (Rhizopoden) mit Kalkschalen, die im Mitteloligozän bei der Alpenbildung vor etwa 30 Millionen Jahren im Meeresschlamm verschwanden. Der Volksmund spricht dabei gelegentlich auch von Pfennigsteinen. Geologen und Petrographen finden in der Klamm neben Stadschiefer und Erzkalken rund 15 verschiedene Arten von Nummuliten. Darunter finden sich auch Versteinerungen der seltenen Krabbe Xanthopsis sonthofenensis.

## Touristische Bedeutung

### Erschließung
Die Starzlachklamm hat für die Region Sonthofen eine beachtliche touristische Bedeutung. Die Klamm ist als „bedeutendstes Naturdenkmal Sonthofens“ ausgewiesen. 1932 wurde die Starzlachklamm erstmals touristisch zugänglich gemacht. Damals betätigte sich der Sonthofer Baumeister F. X. Ammann als Erschließer. Die etwas südlicher gelegene Breitachklamm war schon seit 1905 in dieser Weise zugänglich gemacht worden.
„Zersplitterte Baumstämme, Strudeltöpfe und teilweise aalglatte Engstellen“ prägen am donnernden Wildwasser das Bild. Der „mitunter in lotrechte Felsfluchten gesprengte Steig mit Eisenbrücken“ erschließt seitdem die Starzlachklamm.
Nach den Beschädigungen im Zweiten Weltkrieg wurde die Starzlachklamm 1949 offiziell für den Publikumsverkehr wieder eröffnet. Am 12. Mai 1951 wurde die Klamm als ein Naturdenkmal unter Schutz gestellt. 2005 musste sie nach dem Niedergang einer Mure gesperrt werden. Seit 2007 ist sie wieder begehbar. Muren bedrohen die Klamm jedoch weiterhin und 2012 und 2015 musste erneut ein Teil des Weges gesperrt werden. Zur Instandhaltung der Wege durch die Klamm wird von der Stadt Sonthofen eine Eintrittsgebühr erhoben.

### Sportliche Erschließung und Nutzung
Neben den zahlreichen Wanderern erlangt die Starzlachklamm weitere touristische Bedeutung durch ihre Nutzung beim Canyoning. Auch als Allgäuer Klettergebiet spielt die Klamm eine Rolle. In einigen steilen, teils überhängenden Klammwänden sind Kletterrouten entstanden. Ab 1990 begann hier das moderne Sportklettern im Landkreis Oberallgäu. „Hier wurden zum ersten Mal im Oberallgäu extrem schwierige Routen … geklettert, die
mit internationalem Niveau vergleichbar sind“. Auch spielt zunehmend die erlebnispädagogische Nutzung eine Rolle. Durch die Ausweisung als Geotop ist die Starzlachklamm auch ein geotouristisch vielbesuchtes Ziel im Geopark Allgäu.

### Zugänglichkeit
Als Ausgangsort zur Schlucht gilt der Weiler Winkel nördlich von Sonthofen auf 760 m Höhe. Der Weiler liegt unterhalb der Stelle, an der die Starzlach aus der Klamm ausmündet. Die Begehung der Starzlachklamm erfolgt aber auch vom oberen Ende der touristisch erschlossenen Klamm her. Der obere Zugang zur Klamm liegt orographisch rechts bei den Wiesen „Auf dem Ried“ in 985 m Höhe. Genauso sind touristische Rundwege angelegt und beschrieben.

## Bildergalerie

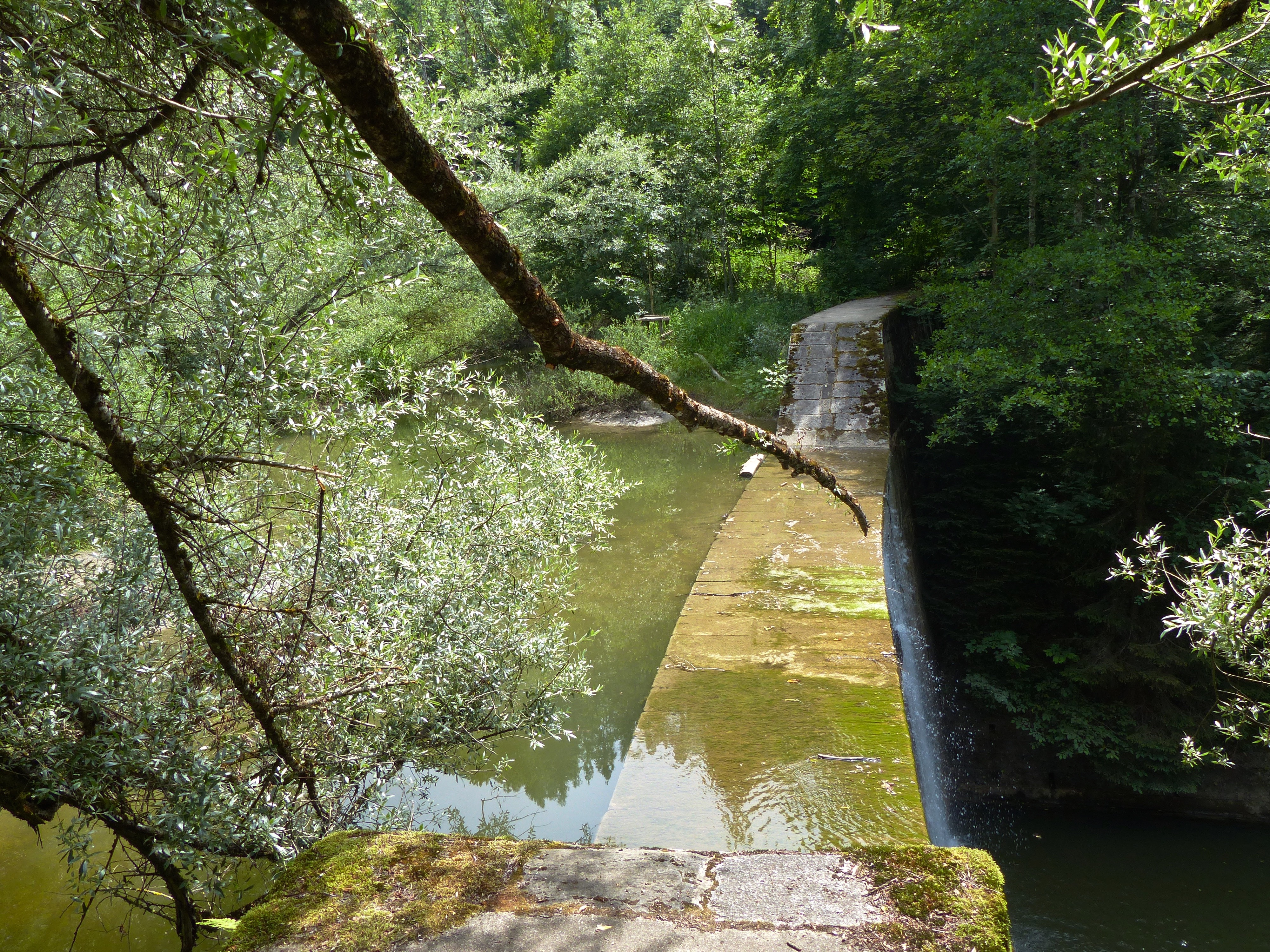
Sedimentfangbecken
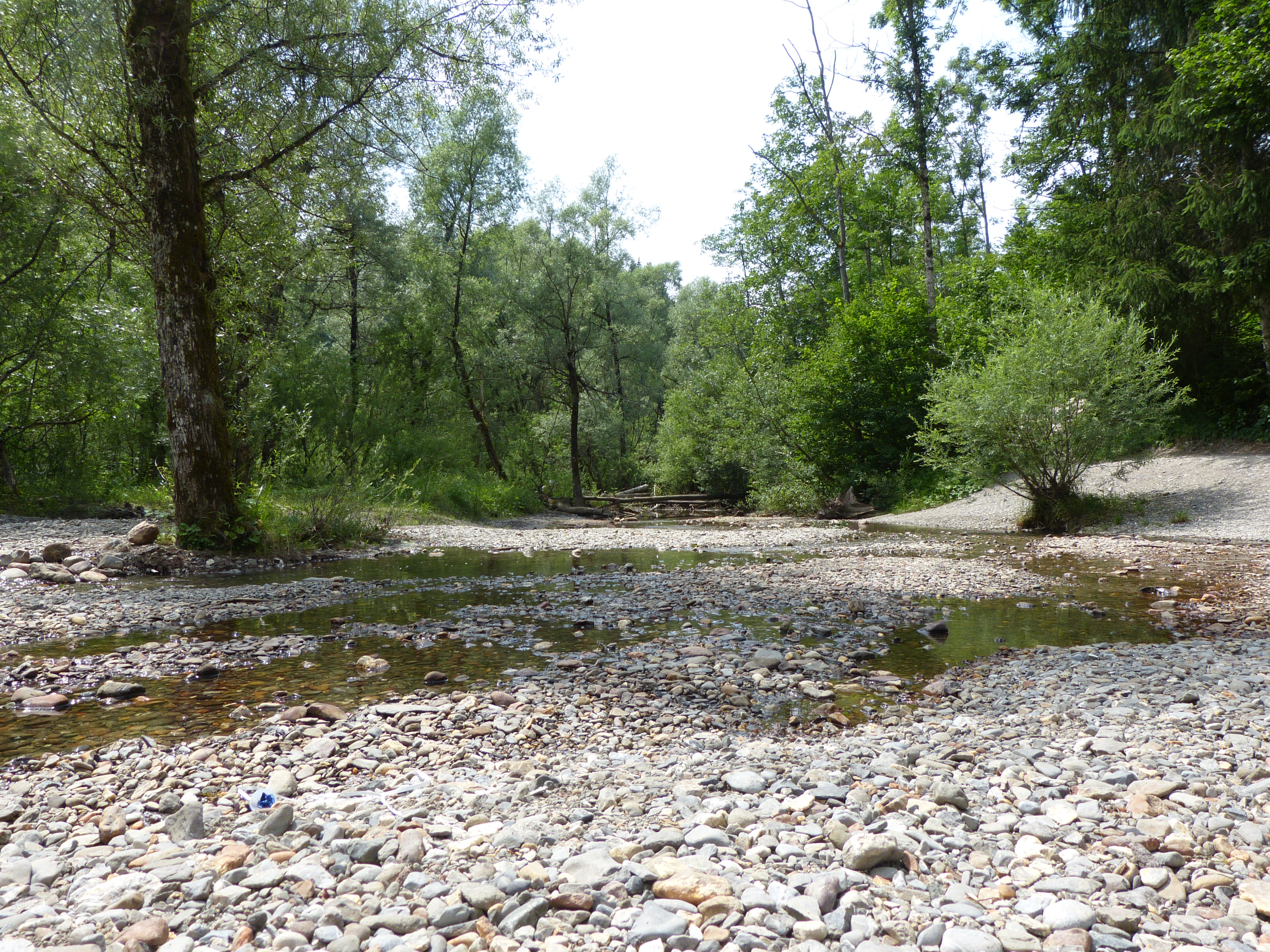
Bachbettkies im Sedimentfangbecken
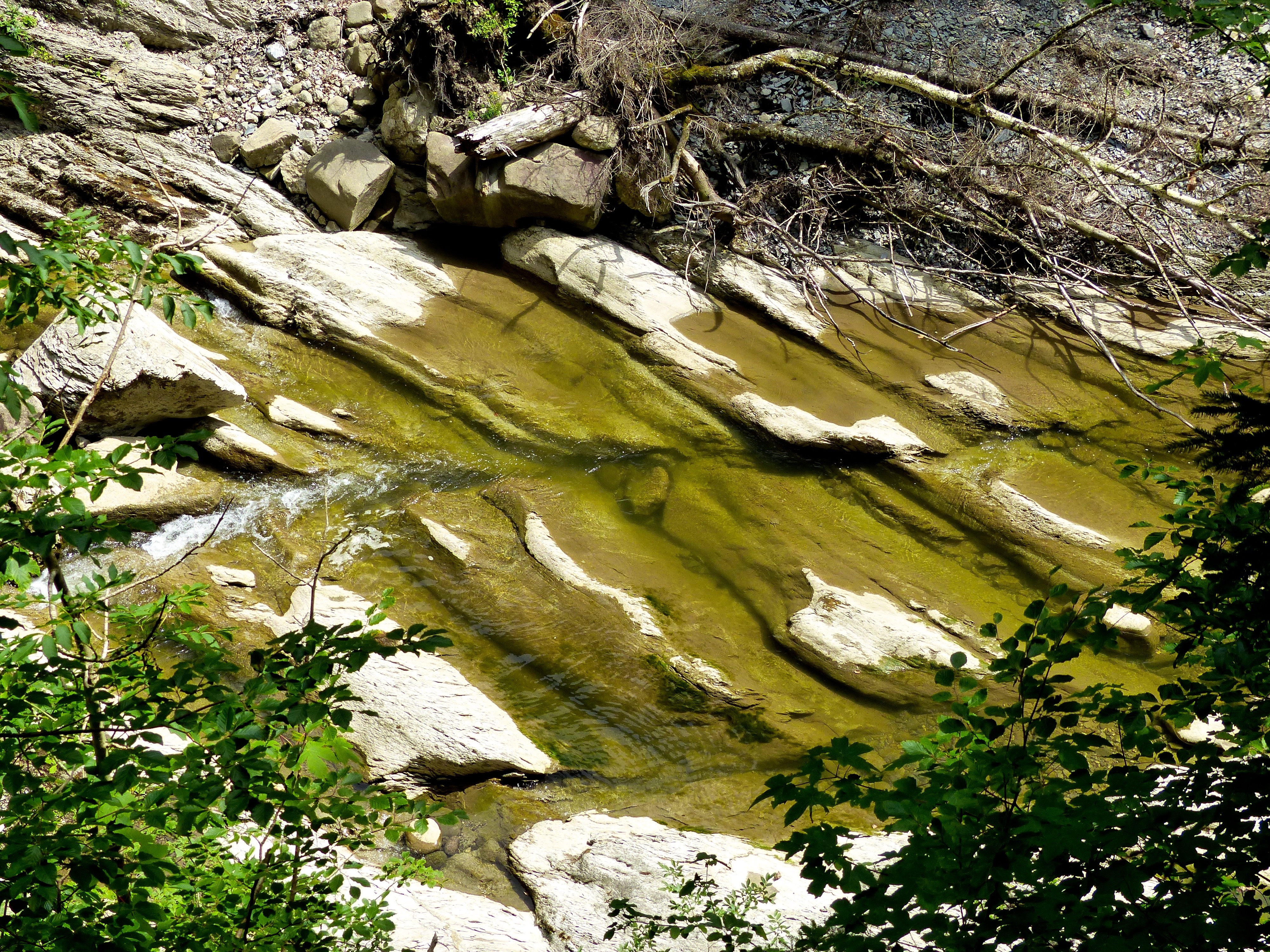
Nummulitenkalkrippen im Bachbett
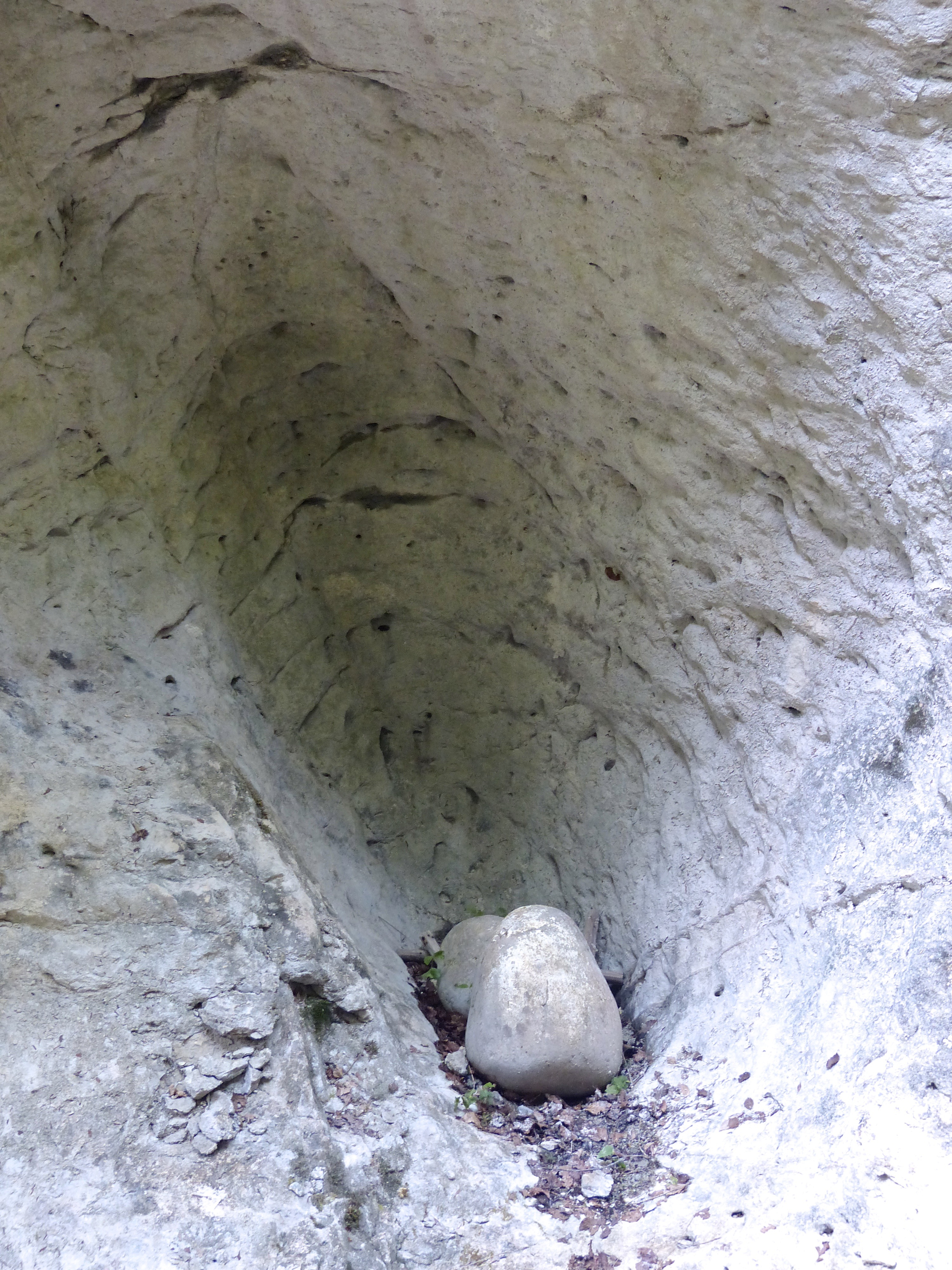
Strudeltopf
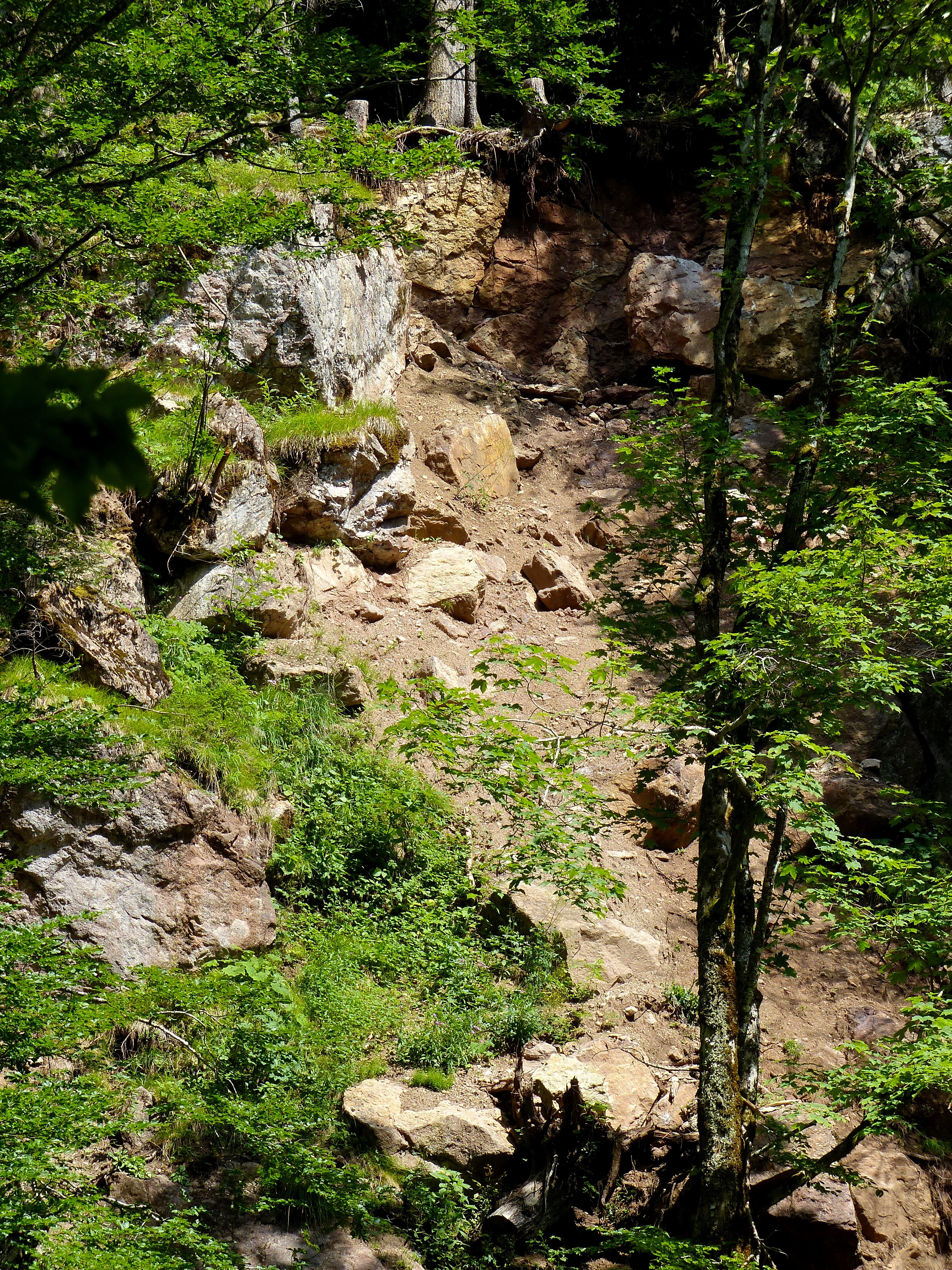
Felssturz im Bereich des Berghofer Waldalpe-Weg (2015)
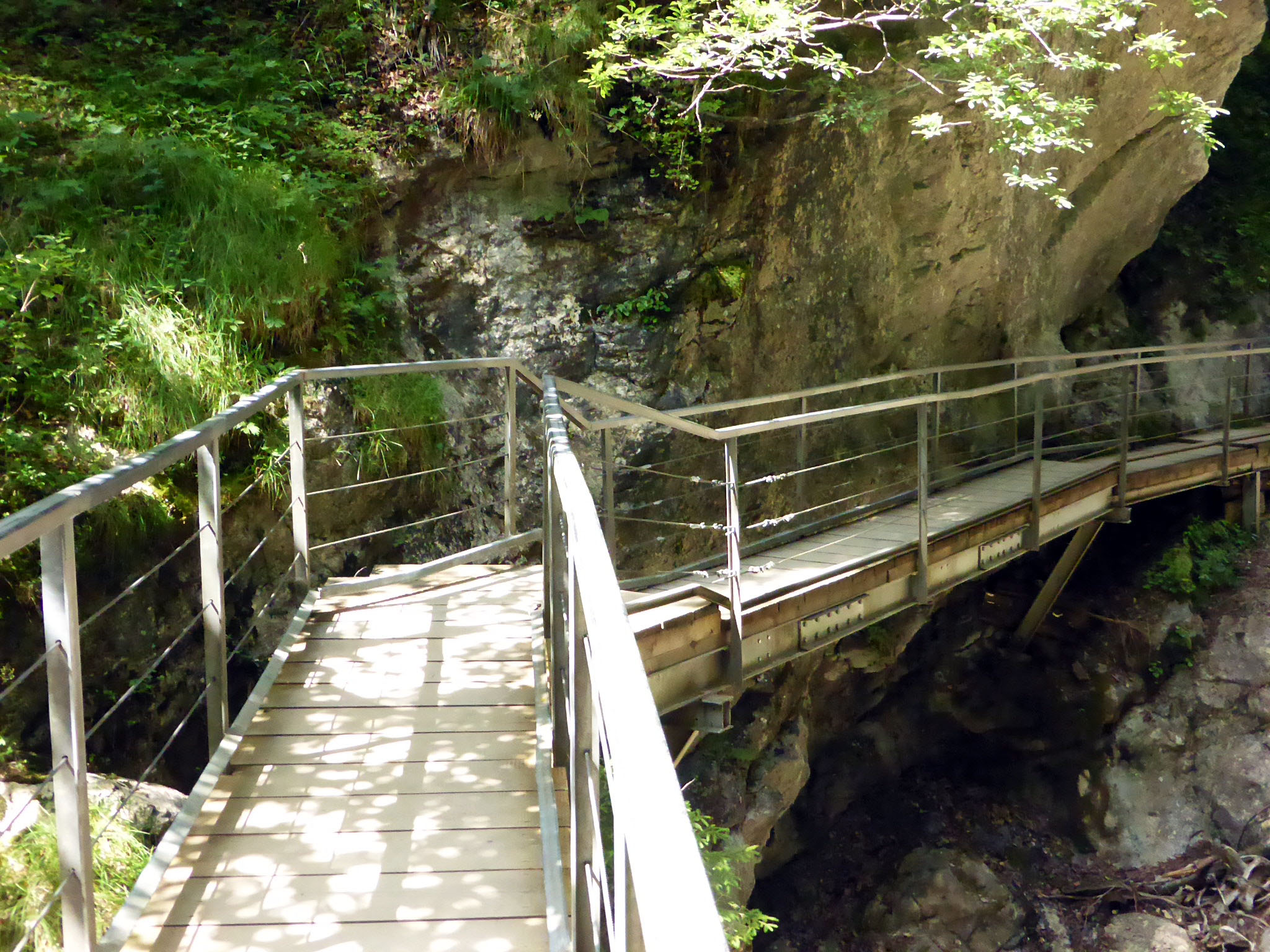
Wanderweg in der Klamm